# إرنستو سامبر
ارنستو سامبر (بالإسبانية: Ernesto Samper) (و. 1950 – م) هو دبلوماسي، ومحام، وعالم اقتصاد من كولومبيا ولد في بوغوتا.
وهو عضو في الحزب الليبرالي الكولومبي .

## روابط خارجية
- إرنستو سامبر على موقع IMDb (الإنجليزية)
- إرنستو سامبر على موقع الموسوعة البريطانية (الإنجليزية)
- إرنستو سامبر على موقع مونزينجر (الألمانية)